# Donja Klezna
Donja Klezna este un sat din comuna Ulcinj, Muntenegru. Conform datelor de la recensământul din 2003, localitatea are 151 de locuitori (la recensământul din 1991 erau 260 de locuitori).

## Demografie
În satul Donja Klezna locuiesc 118 persoane adulte, iar vârsta medie a populației este de 41,3 ani (38,3 la bărbați și 44,6 la femei). În localitate sunt 38 de gospodării, iar numărul mediu de membri în gospodărie este de 3,97.
|  |

| Demografie | Demografie | Demografie |
| An         | Locuitori  | Locuitori  |
| ---------- | ---------- | ---------- |
|            |            |            |
|            |            |            |
|            |            |            |
|            |            |            |
| 1948       | 254        |            |
| 1953       | 291        |            |
| 1961       | 347        |            |
| 1971       | 408        |            |
| 1981       | 294        |            |
| 1991       | 260        | 184        |
| 2003       | 261        | 151        |

| \| Componența etnică conform recensământului din 2003[2] \| Componența etnică conform recensământului din 2003[2] \| Componența etnică conform recensământului din 2003[2] \| Componența etnică conform recensământului din 2003[2] \| Componența etnică conform recensământului din 2003[2] \| \| ----------------------------------------------------- \| ----------------------------------------------------- \| ----------------------------------------------------- \| ----------------------------------------------------- \| ----------------------------------------------------- \| \| \| \| \| \| \| \| Albanezi \| Albanezi \| \| 147 \| 97,35% \| \| Muntenegreni \| Muntenegreni \| \| 4 \| 2,64% \| \| necunoscută \| necunoscută \| \| 0 \| 0% \| |              |  |     |        |
| Componența etnică conform recensământului din 2003 |              |  |     |        |
| |              |  |     |        |
| Albanezi | Albanezi     |  | 147 | 97,35% |
| Muntenegreni | Muntenegreni |  | 4   | 2,64%  |
| necunoscută | necunoscută  |  | 0   | 0%     |